# Thomas Disch
Thomas Michael Disch   (Des Moines, Iowa, 1940. február 2. –) amerikai sci-fi-szerző és költő.

## Élete
Első regénye a The Genocides 1965-ben jelent meg a New Worlds magazinban.

## Munkássága
Regényei:
- The Genocides, 1965
- The Puppies of Terra (eredeti cím: Mankind Under the Leash), 1966
- The House That Fear Built (with John Sladek, Cassandra Knye)-ként, 1966
- Echo Round His Bones, 1967
- Camp Concentration, 1968,
- Black Alice (John Sladek-el, Thom Demijohn-két), 1968
- The Prisoner, 1969
- Alfred the Great (Victor Hastings-ként), 1969
- 334, 1972
- Clara Reeve (Leonie Hargrave-ként), 1975
- On Wings of Song 1979
- Neighboring Lives (Charles Naylor-al), 1981
- The Businessman: A Tale of Terror, 1984
- The M.D.: A Horror Story, 1991
- The Priest: A Gothic Romance, 1994
- The Sub: A Study in Witchcraft, 1999
- The Word of God, 2008